# Дойчкройц
Дойчкройц (нім. Deutschkreutz) — ярмаркова громада округу Оберпуллендорф у землі Бургенланд, Австрія.
Дойчкройц лежить на висоті   м над рівнем моря і займає площу  34,1 км². Громада налічує 3093 мешканців. 
Густота населення 91/км².  
|                                    |
| Дойчкройц на мапі округу та землі. |

Бургомістом міста є Манфред Келлі. Адреса управління громади:  7301 Deutschkreutz. 

## Демографія
Історична динаміка населення міста за даними сайту Statistik Austria

## Виноски
1. ↑  Dauersiedlungsraum der Gemeinden Politischen Bezirke und Bundesländer - Gebietsstand 1.1.2018 — Статистичне управління Австрії.
2. ↑  Einwohnerzahl 1.1.2018 nach Gemeinden mit Status, Gebietsstand 1.1.2018 — Статистичне управління Австрії.
3. ↑  www.deutschkreutz.at. Архів оригіналу за 8 березня 2022. Процитовано 17 березня 2022.
4. ↑  Gemeindedaten von Deutschkreutz. Архів оригіналу за 7 січня 2016. Процитовано 4 листопада 2013.

| Австрія | Це незавершена стаття з географії Австрії. Ви можете допомогти проєкту, виправивши або дописавши її. |